# Bursinia acuticeps
Bursinia acuticeps är en insektsart som beskrevs av De Bergevin 1918. Bursinia acuticeps ingår i släktet Bursinia och familjen Dictyopharidae. Inga underarter finns listade i Catalogue of Life.